# 그리스의 역사
그리스의 역사는 고대에서 근대에 이르기까지 그리스인이 살았던 지역의 역사에서부터 현재의 그리스의 역사까지 폭 넓은 범주를 지니는 역사이다. 역사상 그리스인이 거주하거나 통치하였던 지역은 많은 변화가 있었기 때문에 특정 시기 그리스의 역사에서 다루어지는 지역 역시 변화가 심하다.
최초로 초기 그리스어를 사용하는 부족이 펠로폰네소스반도에 거주하기 시작한 것은 기원전 3천년에서 기원전 2천년 사이로 추정된다. 고대 그리스의 문명은 이집트에서부터 파키스탄의 힌두쿠시에 이르기까지 광범위하게 전파되었다. 오늘날 그리스인의 대부분은 1821년 독립한 그리스와 키프로스에 거주하고 있다.

## 미노스 문명과 미케네 문명
고대 그리스 세계에서 가장 오래된 문명은 미노스 문명이다. 미노스 문명은 크레타섬에서 기원전 2,700년경부터 기원전 1450년까지 존속하였다. 그리스 본토에서는 초기 헬라스 문화(helladic culture)가 기원전 2,800년경부터 기원전 2,100년경까지 존재하였다.
미노스 문명에 대해서는 오늘날 거의 알려진 바가 없다. 미노스 문명이라는 이름마저 크레타섬의 전설적인 군주 미노스에서 딴 것이다. 이들은 고대 인도-유럽어족에 속하는 사람들이었으리라 추정된다. 이들은 선형 문자A를 남겼다. 미노아 문명은 풍부한 자원을 바탕으로 해양을 넘나들며 활발한 무역을 벌였다. 특히 미노스 문명의 목재가 이집트, 키프로스, 에게 해 제도의 여러 섬에 수출되었다.
미노아는 기원전 1400년경 있었던 미케네의 침략과 테라섬의 화산 폭발로 멸망하였다.
미케네 문명은 청동기를 사용하였기에 후기 헬라스 문화(helladic culture) 또는 고대 그리스의 청동기 시대라고 한다. 기원전 1600년경부터 기원전 1100년경까지 존속하였으며, 미케네인들은 그리스 본토와 에게해의 여러 섬에 거주하였다. 호메로스의 서사시와 그리스 신화들은 당시의 그리스에 대해 묘사하고 있다. 미케네 문명에서는 금과 은으로 된 반지나 인장과 같은 장신구들을 많이 만들었다. 이 때문에 호메로스는 "금이 풍부한 미케네"라고 표현하였다. 미케네 문명 시기의 그리스는 펠로폰네소스반도에 도시를 건설하기 시작하였다. 미케네 외에도 아테네, 필로스, 테베, 티린스 등이 당시의 주요 도시 국가였다.

## 암흑기
기원전 1100년경부터 기원전 800년경까지 그리스에서는 도리아인의 침입이 있었다. 이로 인해 미케네 문명은 붕괴되어 이 시기를 그리스 암흑기라 부른다. 그러나 언제부터 도리아인들이 그리스에 거주하기 시작하였는지에 대해서는 정확히 알려진 바가 없으며 고고학 발굴 결과 기원전 800년 무렵에는 이미 미케네 문명은 붕괴하고 있는 상황이었다는 것이 알려지면서 미케네 문명의 붕괴 원인에 대해서는 여러 가지 학설만 있을 뿐이다. 기원전 9세기 무렵 그리스의 도시 국가가 출현하였다. 기원전 8세기 경 호메로스는 그리스 문자로 서사시를 저술하였다.
미케네 문명이 붕괴할 무렵 고대 이집트, 히타이트와 같은 이웃한 다른 문명 역시 위기를 맞고 있었다. 이는 당시 철기로 무장한 해양인들이 이 지역에서 맹위를 떨쳤기 때문이다. 도리아인들 역시 발달한 철제 무기로 무장하고 있었으며 이미 쇠퇴하고 있던 미케네 문명을 유린하였다.
이 시기 전쟁에서는 기병이 중요한 전투력으로 취급되기 시작하였다. 철기 생산 능력이 향상되면서 보병들의 철제 무기 사용이 일반화되었고, 철기는 점차 도구와 무기의 일반적 재료로서 청동기를 대체하였다. 일부 지역에서는 귀족정이 왕정을 대신하기 시작하였는데 지역적 차이가 있으나 점차 군주를 폐위시키는 지역이 늘었다.
그리스 암흑기 말기가 되자 정체의 시기가 끝나고 부흥기를 맞이한 그리스 문명은 흑해 연안과 스페인에까지 확산되어 고대 그리스 세계를 이루게 된다. 페니키아로부터 문자를 받아들인 그리스인은 이를 이탈리아반도와 갈리아 지역으로 전파하였다.

## 고대 그리스

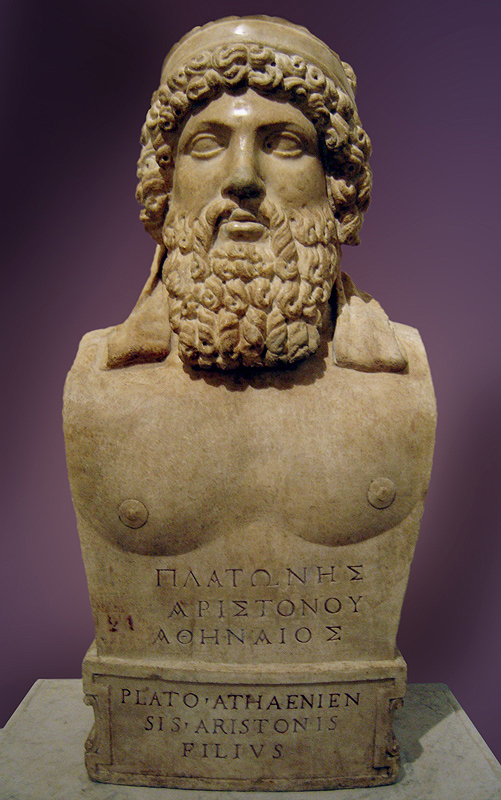
플라톤

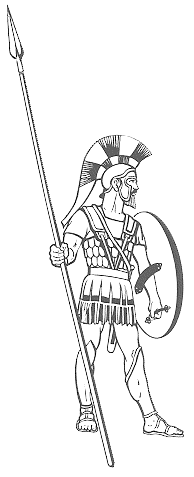
고대 그리스의 창보병

고대 그리스 세계의 형성과 종말의 시기에 대해서는 의견이 분분하며 일반적으로 인정되는 학설은 없다.
형성 시기에 대해서는 일부 미노아 문명과 미케네 문명을 고대 그리스로 보는 견해도 있으나 다른 학자들은 이들의 문화가 이후의 그것과 달랐다는 점에서 다른 시기로 파악한다. 많은 학자들이 기원전 776년에 열린 첫 올림픽을 고대 그리스의 형성 시기로 보고 있으나 일부는 기원전 1000년까지 그 시기를 올려 잡기도 한다.
고대 그리스 시대의 종말에 대해서는 로마 제국에 편입된 시점까지를 고대 그리스 시기로 보는 관점이 있으며, 때로는 기원전 332년 알렉산드로스 대왕의 그리스 정복까지로 보는 시각도 있고, 헬레니즘을 고대 그리스의 연장으로 보아 기원후 3세기 기독교의 전파까지를 고대 그리스 시기로 보는 시각도 있다.
대부분의 역사학자들은 고대 그리스가 서구 문명의 시발점이라 여긴다. 그리스 문명은 로마 제국을 통하여 유럽 전역에 강력한 영향력을 발휘하였다. 고대 그리스가 로마 제국을 비롯한 유럽 전체에 전파한 문명은 정치, 경제, 문화, 종교, 철학, 예술, 건축 등 다방면에 걸쳐 있었다. 이러한 영향은 근대에까지 이어져 유럽의 르네상스와 18세기 - 19세기에 걸쳐 나타난 신고전주의 등에서 그 영향력을 확인할 수 있다.
고대 그리스의 기본적 정치 단위는 폴리스였다. 폴리스는 때때로 도시 국가로 번역된다. 현대 영어의 Politics의 문자적 의미는 폴리스의 여러 가지 사안들을 가리킨다. 이 단어는 이후 정치 일반을 가리키는 말로 확대되었다. 각각의 폴리스는 독립적이었다. 실제로 서로 우열을 보이는 후대에서도 이론적으로는 여전히 각각의 폴리스는 동등하게 독립적인 것으로 여겨졌다. 펠로폰네소스 전쟁에서 아테네와 스파르타의 경우와 같이 폴리스들은 강력한 폴리스를 중심으로 동맹을 맺기도 하였다.
이 시기 고대 그리스 문명은 크게 번창하였으며 많은 인물들의 이름이 오늘날까지 알려져 있다. 문인들로는 호메로스, 헤시오도스, 핀다로스, 아이스킬로스, 소포클레스, 에우리피데스, 아리스토파네스, 사포 등이 오늘날까지 작품이 전해 내려온다. 당시의 정치인으로는 테미스토클레스, 페리클레스, 리산드로스, 에파미논다스, 알키비아데스, 마케도니아의 필리포스 2세와 그의 아들 알렉산드로스 대왕 등이 유명하다. 유명한 철학가로는 헤라클레이토스, 파르메니데스, 제논, 데모크리토스, 피타고라스, 소크라테스, 플라톤, 아리스토텔레스 등이 있다. 헬레니즘 시기에 에우클레이데스가 정리한 수학적 성과들 역시 대부분 이 시기에 발전된 것이다.
그리스-페르시아 전쟁 (기원전 500년 – 448년)은 고대 그리스 세계에 막대한 영향을 미쳤다. 전쟁 후 페르시아를 견제한다는 명목으로 아테네는 기원전 447년 델로스 동맹을 결성하여 맹주가 되었다. 이에 맞서 스파르타가 중심이 된 펠로폰네소스 동맹이 결성되었고 이들의 갈등은 결국 기원전 431년 펠로폰네소스 전쟁으로 이어진다. 두 동맹간의 오랜 전쟁은 고대 그리스 전체의 약화로 귀착되었고 결국 알렉산드로스 대왕의 마케도니아 왕국에 의해 정복당하고 만다.

## 헬레니즘 시대

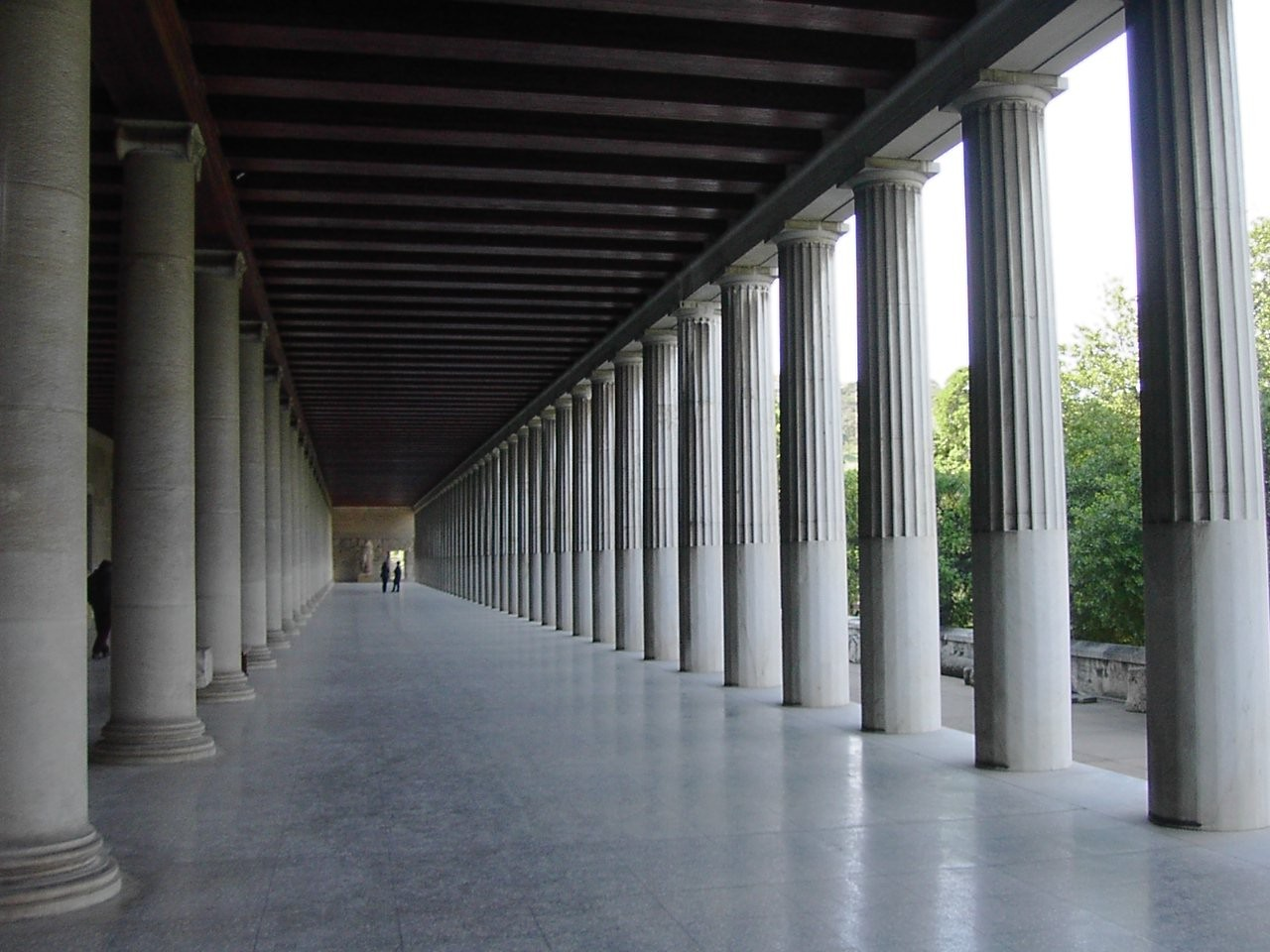
헬레니즘 시기 건축된 아테네의 회랑(stoa)

헬레니즘 시대는 알렉산드로스 대왕이 사망한 기원전 323년에서 고전기 그리스의 심장부가 로마에 병합된 기원전 146년까지의 기간을 이른다. 이후 로마 제국의 지배는 헬레니즘 사회와 문화를 단절한 것은 아니며 기독교가 발흥하기 전까지 그 본질을 유지해왔으나, 그리스의 정치적 독립은 이때 종식된다.
헬레니즘 시대에 그리스어권 세계에서 그리스 본토(대체로 현대 그리스의 영토)의 중요성은 급격히 떨어지게 된다. 헬레니즘 문화의 중심 도시는 알렉산드리아와 안티오케이아로, 각각 프톨레마이오스 왕조의 이집트와 셀레우코스 왕조의 시리아의 도읍이었다. 페르가몬, 에페소스, 로도스, 셀레우키아같은 도시들도 중요했으며, 이 시기에 동부 지중해에서 도시화가 진전되었다.
기원전 323년 아테네와 동맹국들은 마케도니아 왕국에 대항하여 반란을 일으켰으나 라미아 전쟁에서 패배하였다. 그러나 이 전쟁으로 인해 알렉산드로스 휘하에 있었던 장군들 사이에 분열이 일어나 알렉산드로스 제국은 몇 개의 새로운 왕국으로 나뉘게 된다. 알렉산드로스의 휘하에 있던 장군들은 새 왕조를 열면서 저마다 알렉산드로스의 후계자임을 자처했다. 이들을 디아도코이라 한다. 이집트에서는 프톨레마이오스 1세 소테르가 프톨레마이오스 왕조를 세웠으며, 셀레우코스 1세는 셀레우코스 제국을 건설하였다. 그리스 지역에 대한 지배권을 놓고 트라키아와 아나톨리아가 경쟁하였다. 기원전 298년 안티파트로스 왕조가 안티고노스 왕조를 정복하였다.
기원전 267년 프톨레마이오스 2세는 그리스의 도시국가들을 압박하여 마케도니아에 대항하게 하였다. 이로 인해 크레모니데스 전쟁이 일어났다. 이 전쟁의 결과 아테네는 주권을 잃고 말았다. 그러나 아테네는 여전히 그리스의 도시 중 가장 크고 부유하며 문화적인 도시로 남았다. 기원전 225년 마케도니아는 이집트의 군대를 에게해의 코스 섬 인근에서 격파하였다.
기원전 227년 스파르타가 아카이아를 침공하였다. 아카이아는 이웃한 마케도니아에 원병을 청하였고 이로 인해 스파르타와 마케도니아간의 전쟁이 발발하였다. 기원전 222년 마케도니아는 스파르타를 점령하였다. 이는 스파르타의 본토를 외국이 유린한 최초의 사건이었다.
마케도니아의 필리포스 5세는 갈수록 강성해지는 로마에 맞서 그리스에 대한 통치권을 지키고자 하였다. 그는 기원전 217년 그리스 도시국가와 강화 조약을 맺었으며 이를 통해 아테네, 로도스, 페르가몬을 제외한 그리스 전역을 통치하게 되었다. 기원전 215년 필리포스 5세는 카르타고와 동맹을 맺었고 이로 인해 기원전 212년 로마와 제1차 마케도니아 전쟁을 벌이게 되었다. 같은 시기 일어난 제2차 포에니 전쟁에서 로마가 한니발을 격퇴하고 승리하자 마케도니아는 로마 최대의 적이 되었다.
기원전 202년 카르타고가 패배한 후 로마는 마케도니아에 주목하였으며 기원전 198년 제2차 마케도니아 전쟁이 일어난다. 이 전쟁에서 승리한 로마는 그리스에 대한 지배력을 확대하게 되었다.

## 로마 제국 시대
기원전 168년 로마군이 그리스를 정복하였다. 그러나 그리스의 문화는 로마의 삶을 정복하였다. 일반적으로 루키우스 뭄미우스가 코린토스에서 승리한 기원전 146년이 그리스에 대한 로마의 지배가 시작된 해로 여겨진다. 그러나 기원전 168년 로마의 아이밀리우스 파울루스가 마케도니아의 왕 페르세우스를 격퇴한 이후 그리스의 영토 중 상당 지역에서 로마의 지배가 시작되고 있었다. 로마는 그리스를 네 개의 작은 공화국들로 분할하여 통치하였고 기원전 146년 마케도니아를 멸망시켜 로마의 지방 행정 구역으로 삼았다. 로마의 행정 구역이 된 마케도니아의 중심 도시는 테살로니키였다. 정복되지 않은 그리스의 도시 국가들은 로마에 조공을 바쳐 자치를 유지할 수 있었다. 이로써 로마는 그리스 도시 국가의 전통적인 자치를 인정하였고, 아테네의 아고라는 문명과 정치의 중심지로 여전히 존속할 수 있었다.
212년 카라칼라는 이탈리아반도 뿐 아니라 로마 제국 내 모든 자유민에게 로마 시민권을 부여하는 안토니누스 칙령을 선포하였다. 이 칙령으로 지중해를 둘러싼 로마 제국의 모든 곳에서 동일한 법과 경제 체제가 적용되었으며 지방 행정 구역의 지위가 상승하게 되었다. 물론 이러한 조치가 모든 지역에 이익을 가져 온 것은 아니었다. 브리타니아, 팔레스타인, 이집트와 같이 가난한 변방에서 이 조치는 그리 환영받지 못하였다. 그러나 로마처럼 도시화되어 있었던 그리스는 카라칼라의 칙령을 환영하였다.
카라칼라의 이러한 조치로 인해 그리스는 다시 영향력이 커져갔으며 동·서 로마의 분열과 서로마의 멸망 이후 중세시대에 이르기까지 그리스가 유럽의 강자로 존립할 수 있는 기반이 되었다.

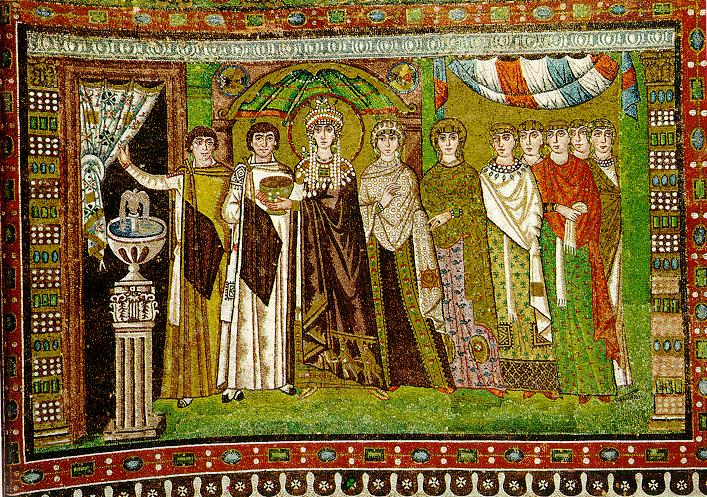
6세기 경 제작된 테오도라의 모자이크

324년 콘스탄티누스 1세가 비잔티움을 로마 제국의 새로운 수도로 삼아 도시의 이름을 콘스탄티노폴리스로 바꾸었다. 395년 테오도시우스 1세가 사망한 뒤 로마 제국은 동서로 분열되었다. 476년 서로마 제국이 멸망하였으나 동로마는 제국을 존속시켰으며 계속하여 번영하였다. 동로마 제국은 476년 서로마제국 멸망 이후 제논이 다시 동서 로마제국을 통합시키며 단일 로마제국이 되었다. 하지만 동로마 제국 멸망 이후 서방의 역사가들은 로마제국과 구분하여 비잔티움 제국이라 불렀다. 동로마제국은 한때 게르만족들이 점령한 서로마 제국의 영토 일부를 회복하기도 하였으나 일부를 제외하고는 오랫동안 지배하지는 못하였다. 동로마 제국의 영토는 대부분의 기간 동안 펠로폰네소스반도지역과 아나톨리아 및 지중해 동부 연안이었으며 국력이 강성할 때에는 흑해 연안과 중동 지역까지 영토를 확장하기도 하였다.
유스티니아누스 1세의 치세를 포함한 324 - 610년까지의 기간 동안 동방은 서방에 비해 그리스의 영향을 많이 받아서 그런지 서로마의 소멸이후 더더욱 그리스풍의 영향만 남아 더욱더 현지화 되어갔다. 610년 포카스를 타도하고 재위에 오른 이라클리오스는 제국의 공용어를 라틴어에서 그리스어로 바꾸었고 황제의 명칭 또한 라틴어 "아우구스투스"(Augustus)에 대응하는 "바실레우스"(Βασιλεύς)로 부르게 하였다. 다만 이는 그냥 원래 로마가 예로부터 동방에서 많이 쓰이던 그리스어로 바꾼거지 제국 자체가 멸망하고 비잔티움이라는 새로운 제국이 들어섰다는 의미는 아니었다.
중세 로마 제국의 첫 시기인 610 - 867년의 기간 동안 제국은 이란, 롬바르드족, 아바르족, 슬라브족과 같은 예부터 싸우던 적 뿐 아니라 아랍인과 불가리아인의 침략도 받았다. 이 시대에 로마 제국은 소소한 국경 분쟁에 그 치지 않고 국경을 한참 들어가 수도 콘스탄티노폴리스까지 위협받았다. 특히 비잔티움 사람들이 슬라브족이라 부른 슬라브 유럽의 여러 부족들이 침입하여 여러 소국을 건국하였다. 이로 인해 제국의 영토는 축소되었고 막대한 경제적 피해를 입었다.
8세기 후반이 되자 다시 국력이 성장한 로마 제국은 영토를 회복하고 주변 지역에 대한 영향력을 확대할 수 있었다. 로마 제국은 옛 영토인 그리스와 시칠리아, 소아시아 지역을 정복하였다. 9세기 중반 로마인들은 그리스에 대한 지배권을 되찾을 수 있었다.
로마 제국은 콤니노스 왕조에 이르러 경제적인 번영을 누리게 되었다. 11 - 12세기 알렉시우스 1세, 요한네스 2세, 마누엘 1세 콤니노스로 이어지는 치세에 제국의 번영은 절정에 달했다. 이 시기의 로마 제국에서는 각종 예술이 부흥하여 독특한 동로마 제국의 예술을 남겼다.
1204년 제4차 십자군이 콘스탄티노폴리스를 함락하여, 동로마는 잠시 소멸했다. 제국의 수도는 처음으로 이민족의 손아귀에 넘어간것 이었다. 이후 57년간 라틴인(서유럽인)이 제국을 지배하였으며, 1261년 로마 제국 계열국가 중 니케아 제국이 콘스탄티노폴리스를 수복하여 로마 제국을 복원하였다. 하지만 3차례의 내전과 오스만의 발흥, 자연재해로 로마 제국은 도시국가로 전락하였다. 1453년 결국 오스만 제국 메흐메트 2세가 침략하여 동로마가 소멸하면서 로마 제국은 멸망하고 말았다.

## 오스만 제국의 그리스 지배와 근대 그리스

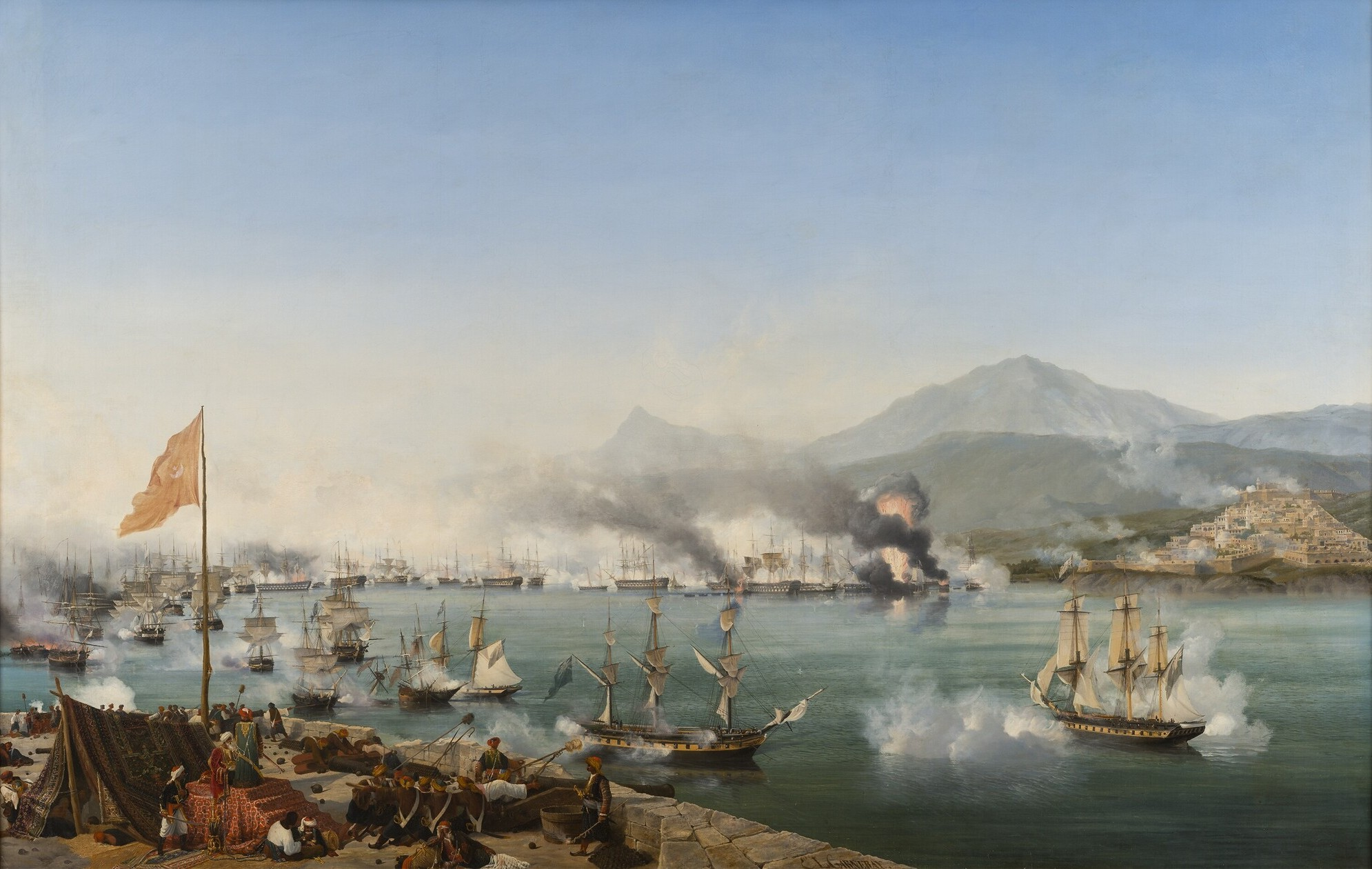
나바리노 해전. 1827년 10월 발발. 이 전투로 오스만 제국의 그리스 지배가 사실상 종식되었다.

오스만 제국이 그리스를 지배하면서, 그리스에서는 두 유형의 이주 현상이 발생하였다. 첫 번째로는 서유럽으로 떠난 그리스의 지식인으로, 이들은 르네상스의 발흥에 영향을 끼쳤다. 두 번째 유형으로는 그리스 반도의 평야 지대에 살던 사람들이 산지로 숨어들어 정착한 것이다. 밀레트 제도으로 오스만 제국이 종교에 따라 여러 민족을 분리한 덕분에 그리스 정교회가 민족적 유대를 지키는 데 도움이 되었다. 사도 바울에 의해 기독교가 유입되면서 시작된 민족적ㆍ종교적 공동체인 그리스 정교회는 오스만 투르크의 지배 시대에도 그리스 반도 전역(산지건 평야건 도서 지방이건)에 사는 그리스인들이 자신의 민족ㆍ문화ㆍ언어를 지키는데 기여하였다. 이 시대에 평야 지방에 살던 그리스인들은 외국인의 지배에 부담을 지는 기독교인들도 있었고, 비밀 기독교인(그리스인 무슬림이지만, 몰래 정교회 전례에 참여하는 사람)도 있었다. 여러 그리스인들이 무거운 세금을 피하고자 비밀 기독교도가 되었지만, 그리스 정교회와의 유대를 비밀리에 지켜 자신의 정체성을 지켰다. 그러나 비밀 그리스도 교도가 아닌 이슬람으로 개종한 그리스인은 이들이 투르크어를 쓰지 않더라도 그리스 정교도의 눈에는 투르크인으로 여겨졌다.

1832년에서 1947년까지 그리스의 영토 확장. 지도에서는 세르브르 조약으로 얻었다가 1923년 로잔 조약으로 잃은 영토도 나와있다.

19세기까지 오스만 제국은 그리스를 지배하였다. 1821년 3월 25일(이 날은 그리스 정교회의 성모 영보 대축일즉, 성모 마리아가 천사 가브리엘에게 아기 예수의 임신을 통보받은 날이다.), 그리스인들은 반란을 일으키고 독립을 선언하였다. 그러나 1829년까지 독립을 이루지 못하였다. 유럽 열강은 투르크의 잔학 행위를 비난하며 낭만주의적인 시각으로 그리스의 독립 전쟁을 보았다. (가령 1824년 외젠 들라크루아의 그림 키오스 섬의 학살) 바이런을 비롯한 수십명의 非그리스인들이 이러한 이유로 참전하였다. 당시 오스만 제국은 그리스의 혁명을 억압하려 하였지만, 프랑스, 영국, 러시아가 직접적으로 군사 개입을 하였다. 그리스인이었던 러시아의 외무부 장관 요안니스 카포디스트리아스는 고국으로 돌아가 그리스 독립 이후 건국한 새 공화국의 대통령이 되었다. 유럽 열강이 그리스에 군주제를 세우면서 공화정은 종식되었으며, 초대 국왕 바이에른의 오톤이 즉위하였으며, 두 번째로 덴마크 출신의 요르요스 1세가 뒤를 이었다.
19세기와 20세기 초에 그리스는 수차례 오스만과 싸우면서, 오스만 제국의 그리스 혈통의 주민들을 복속하기 위하여 국경을 넓히고자 하였다. (1863년 덴마크 출신의 새 국왕이 도착하면서 영국령 이오니아 제도 연합주는 그리스에 반환되었으며, 테살리아는 전쟁 없이 오스만 제국이 철수하여 얻었다.) 1912~13년의 발칸 전쟁으로 그리스는 마케도니아 지방 남부와 크레타, 에게해 제도를 병합하였다. 그리스는 1947년에 현재의 영토를 갖추게 된다.

### 제1차 세계 대전, 그리스-터키 전쟁, 국제 연맹
제1차 세계 대전 때 그리스는 오스만 제국과 유럽 중부 동맹국에 대항하는 삼국 협상 진영에 섰다. 세계 대전에서 승리하자 열강은 그리스인이 많이 사는 스미르나(지금의 이즈미르) 등 소아시아 일부 지역을 그리스에 넘겼다. 그러나 당시 무스타파 케말 아타튀르크가 이끄는 터키 민족주의자들이 오스만 정부를 전복하고 그리스 군대를 공격하여 이들을 물리쳤다. 그 직후 터키-그리스 인구 교환으로 백만 명이 넘는 터키의 그리스 주민이 그리스로 떠나야 했으며, 당시 그리스 영토에 살던 수만명의 무슬림들은 터키로 갔다.
1923년 케르키라 사건에서 국제 연맹이 이탈리아의 손을 들어주었다. 이탈리아의 독재자 베니토 무솔리니는 그리스와 알바니아의 영토 분쟁에서 과도한 영향력을 행사할 수 있게 되었다.
1925년 그리스와 불가리아 사이에 페트리히 사건이 일어났다. 케르키라의 경우와 달리 이 이 분쟁의 해결은 국제 연맹이 성공하였다.

### 제2차 세계 대전
그리스 군대는 수도 적고 장비도 보잘 것 없었지만, 그리스는 제2차 세계 대전에서 연합국에 결정적인 도움을 주었다. 개전 당시 그리스는 연합국 편에 섰으며, 이탈리아의 요구를 들어주지 않았다. 1940년 10월 28일 이탈리아는 알바니아를 통해 그리스를 침공하였지만 그리스 군대는 치열한 전투 끝에 이들을 물리쳤다. 이 전쟁으로 연합국은 전쟁에서 첫 승리를 거두었다.
아돌프 히틀러는 전략상 중요한 남쪽 측면을 확보하기 위하여, 마지못해 진군하여 그리스 전투를 벌였다. 독일과 불가리아, 이탈리아의 군대는 그리스, 영국, 오스트레일리아, 뉴질랜드 군대를 무찌르고 유고슬라비아를 지나 그리스를 침공하는데 성공하였다.
1941년 5월 20일 독일은 이집트의 연합군 반격을 저지할 목적으로 대규모 공수부대를 투입하여 크리티 섬을 침공하였으나 극렬한 저항에 부딪혔다. 그리스 전쟁으로 독일은 소련 침공 계획이 늦춰졌으며, 그리하여 1941년 5월 20일이 아닌 6월 22일에 독일이 소련을 침공하게 되었다고 한다. 독일 공수부대는 심각한 손실을 입어 독일은 더 이상 대규모 공수 작전을 개시할 수 없었다.
나치 독일의 그리스 점령기 동안 수천명의 그리스인들이 전사하거나 아사하거나 강제 수용소에서 죽었다. 그리스 정교회와 여러 다른 기독교 그리스인들이 유대인을 숨겨주려고 노력하였지만, 독일은 유대인 집단의 상당수를 살해하였다. 그리스의 경제는 궤멸 상태였다.
1944년 8월 소비에트 군대가 루마니아를 지나 그리스로 진격하자 그리스에 주둔하던 독일군은 그리스에서 고립되지 않도록 북쪽과 북서쪽의 알바니아와 유고슬라비아로 철수하였다. 이로써 1944년 10월 독일의 그리스 점령이 끝났다. 그해 10월 4일에 영국군이 파트라에 상륙하였으며, 10월 3일에 아테네에 진입하였다.

### 그리스 내전
그리스 내전은 1944년에서 1949년 사이에 그리스에서 영국(나중에는 미국)의 지원을 받던 정부군과 그리스 공산당의 군사 조직인 그리스 민주군 사이에 일어난 전쟁이다. 어떤 분석가들은 그리스 내전이 전후 서방이 처음으로 외국 정치에 개입한 첫 사례로 꼽는다. 공산주의자가 이끄는 군대와 과거 저항 운동 조직 (그리스 인민 해방군)의 주요 구성원들이 전후 非마르크스주의 그리스 정부의 군대에 대항하였으며, 반군은 그리스 공산당이 이끌었다.
내전의 첫 단계는 1942년에서 1944년 사이이다. 마르크스주의자 및 非마르크스주의 저항 조직들은 그리스 저항 운동의 주도권을 잡기 위하여 서로 싸웠다. 두 번째 단계(1944년)에는 그리스 대부분을 장악한 공산주의자들이 귀국한 그리스 망명정부와 대립하였는데, 카이로 회담에 따라 원래 망명 정부에는 그리스 공산당 출신 장관 여섯 명을 기용하기로 하였던 상태였다. 세 번째 단계(1946~1949년, 공산주의자들은 흔히 "세 번째 판"이라 부른다.)는 그리스 공산당이 이끄는 게릴라 군대가 국제적으로 인정받은 그리스 정부와 싸운 것으로, 합법 그리스 정부는 공산당이 보이콧한 선거로 선출되었다. 반란 당시 그리스 공산당이 이에 관여했음은 널리 알려져 있었지만, 1948년까지 그리스 공산당은 합법 정당이었으며, 추방되기 전까지 아테네에서 공격을 지원하였다.
내전으로 그리스의 정치는 양극단을 달리게 되었으며, 그리스는 미국과 동맹을 맺고 북대서양 조약기구에 가입하였다. 그리하여 친소비에트나 중립 입장이었던 북쪽 공산주의 주변국과 관계가 악화되었다.

### 전후 경제 회복
1950년대와 1960년대에 그리스는 급속히 성장하였는데, 처음에는 미국의 마셜 계획에 따른 지원금과 차관의 덕을 보았고, 나중에는 관광 부문의 발전이 경제 성장에 한몫하였다. 여성의 권리에도 관심이 생겨나 1952년 헌법에서는 여성 참정권을 보장하였으며, 헌법상 완전히 동등하게 되었다. 이 시대에 리나 찰다리가 최초로 여성 장관이 되었다. 1967년 그리스 군부가 정변을 일으켜 파나요티스 카넬로풀로스의 중도 우파 정부를 전복하고 소위 "대령들의 정권"으로 볼린 그리스 군사 정권을 세웠다. 미국 중앙정보국이 쿠데타에 개입하였는데, 나중에 빌 클린턴 미국 대통령이 내정 개입에 사과한 바 있다. 1973년 군사 정권은 그리스 군주제를 폐지한다. 1974년 독재자 파파도풀로스는 미국을 돕는 데 거부하였다. 같은 해 두 번째로 쿠데타가 일어나 요안니데스 대령이 새 정부 수반에 임명된다.
요안니데스가 키프로스 대통령 마카리오스에 반대하는 정변에 책임이 있다고 보는 사람이 많은데, 이 정변은 1974년 터키의 키프로스 침공에 구실이 된 것으로 보인다. 키프로스 사태와 더불어 아테네 종합기술학교 소요로 군사 정권의 내분을 부채질하였다. 망명 정치가 콘스탄티노스 카라만리스는 파리에서 돌아와 1974년 7월 23일 과도 국무총리가 되었으며, 보수적인 신민주주의당의 영수로 두 번이나 선거로 집권하였다. 1974년 8월 14일, 그리스는 터키의 북키프로스 점령에 항의하며 북대서양 조약기구 통합 조직에서 군대를 철수하였다.

### 민주화
1975년 국민투표로 콘스탄티노스 2세의 폐위가 확정되자, 민주 공화제 헌법이 들어섰다. 이전에 망명했던 안드레아스 파판드레우도 귀국하여 범그리스 사회주의 운동을 창설하였는데, 이 정당은 1981년 선거에서 승리하여 거의 20년 가까이 그리스 정계를 이끌었다.
민주화가 실현되자 그리스는 놀라운 국내 안정과 경제 번영을 달성하였다. 1980년 그리스는 다시 북대서양 조약기구에 가입하였다. 1981년에는 유럽 연합에도 동참하였으며, 2001년에 유로화를 채택하였다. 유럽 연합에서 새로운 인프라와 자금이 지원되고, 관광업ㆍ해운업ㆍ서비스업ㆍ경공업ㆍ통신 산업에서 소득이 증대되면서 그리스는 전례없이 생활 수준이 향상되었다. 키프로스 문제와 에게해 경계를 놓고 그리스와 터키의 긴장이 계속되었지만, 양국에서 연이어 일어난 지진(처음에는 터키, 그다음은 그리스에서 발생하였다)으로 두나라 사람들 서로간 지원이 오가고 공감대가 형성되면서 양국 관계는 매우 완화되었다.

## 같이 보기
- 에게 문명
- 키클라데스 문명
- 미노스 문명
- 미케네 문명
- 그리스 암흑기
- 그리스 왕국의 군주 목록
- 유럽의 역사

## 참고 문헌
- Chadwick, John (1976). The Mycenaean World. Cambridge UP. ISBN 0-521-29037-6.
- Mountjoy, P.A. (1986). Mycenaean Decorated Pottery: A Guide to Identification. Studies in Mediterranean Archaeology 73. Göteborg: Paul Åströms Forlag. ISBN 91-86098-32-2.
- Mylonas, George E. (1966). Mycenae and the Mycenaean Age. Princeton UP. ISBN 0-691-03523-7.
- Podzuweit, Christian (1982). "Die mykenische Welt und Troja". In: B. Hänsel (ed.), Südosteuropa zwischen 1600 und 1000 v. Chr., 65-88.
- Taylour, Lord William (1964). The Mycenaeans. Revised edition (1990). London: Thames & Hudson. ISBN 0-500-27586-6.
- Latacz, J. Between Troy and Homer. The so-called Dark Ages in Greece, in: Storia, Poesia e Pensiero nel Mondo antico. Studi in Onore di M. Gigante, Rome, 1994.
- Vacalopoulos, Apostolis. The Greek Nation, 1453-1669. Rutgers University Press, 1976.
- 김진경, 고대 그리스의 영광과 몰락 - 트로이 전쟁부터 마케도니아의 정복까지, 안티쿠스, 2009, ISBN 89-92801-12-2.
- 워렌 트레드골드, 박광순 역, 비잔틴 제국의 역사, 가람기획, 2003, ISBN 89-8435-148-2.